# Mîhailivka, Șarhorod
Mîhailivka (în ucraineană Михайлівка) este o comună în raionul Șarhorod, regiunea Vinnița, Ucraina, formată numai din satul de reședință.

## Demografie
Componența lingvistică a satului Mîhailivka
     Ucraineană (98,46%)
     Rusă (1,22%)
     Alte limbi (0,21%)
Conform recensământului din 2001, majoritatea populației satului Mîhailivka era vorbitoare de ucraineană (98,46%), existând în minoritate și vorbitori de rusă (1,22%).